# ادرارا سان راکو
ادرارا سان راکو (به ایتالیایی: Adrara San Rocco) یک سکونتگاه مسکونی در ایتالیا است که در استان برگامو واقع شده‌است.

## خصوصیات
ادرارا سان راکو ۹٫۰۹ کیلومترمربع مساحت و ۸۳۶ نفر جمعیت دارد و ۴۳۱ متر بالاتر از سطح دریا واقع شده‌است.